# Салавов, Джамбулат Шапиевич
Джамбулат Шапиевич Салавов (кум. Жамбулат Шапийны уланы Салавов; род. 17 августа 1973, Кизилюрт, Дагестанская АССР, РСФСР, СССР) — российский государственный деятель. С 20 июня 2025 года врио главы г. Махачкала.

## Биография
По национальности кумык. 30 сентября 2009 года после смерти Алимсолтана Алхаматова от рук наемных убийц, депутатами был избран исполняющим обязанности главы Хасавюртовского района Дагестана. 27 ноября 2015 года депутатами Хасавюртовского района был переизбран главой района. 26 ноября 2020 года депутатами Хасавюртовского района в третий раз переизбран главой района. 27 февраля 2022 года назначен министром транспорта и дорожного хозяйства республики Дагестан. 19 июня 2025 года стало известно, что Салавов покинул пост министра по собственному желанию.

## Трудовая деятельность
- 1990—1991 — автослесарь ПО «Промнеруд» (Кизилюрт);
- 1991—1993 — служба в рядах Советской армии (Псков);
- 1993—2002 — старший диспетчер, ПО «Промнеруд» (Кизилюрт);
- 2002—2006 — директор охранного предприятия «Аманал» (Махачкала);
- 2006—2007 — заместитель начальника управления образования администрации МО «Хасавюртовский район»;
- 2007—2009 — генеральный директор ОАО «Хасавюртовское Управление автомобильных дорог»;
- 2009 — исполняющий обязанности главы МО «Хасавюртовский район».
- 2009—2022 — глава администрации МО «Хасавюртовский район».
- 2022—2025 — министр транспорта и дорожного хозяйства республики Дагестан.
- С 20 июня 2025 года — временно исполняющий обязанности главы Махачкалы[9].

## Награды и звания
- Почётная грамота и золотой значок ЦИК России (2011)
- Почётная грамота Народного Собрания Республики Дагестан (2013)
- Почётная грамота Правительства Республики Дагестан (2014)
- Почётная грамота Главы Республики Дагестан (2014)
- Юбилейный знак «100 лет Профсоюзу работников государственных учреждений России» (2018)
- Почётная грамота Министерства сельского хозяйства и продовольствия Республики Дагестан (2019)
- Благодарственное письмо Общественной палаты Республики Дагестан (2019)
- Почётная грамота Общественной палаты союзного государства состава (2017—2020)
- Благодарность Министра культуры Республики Дагестан (2020)
- Благодарность Военного комиссариата Республики Дагестан (2020)
- Благодарственное письмо Главы Чеченской Республики (2021)
- Медаль «За доблестный труд» (Дагестан) (26 апреля 2023) — за достигнутые трудовые успехи и многолетнюю добросовестную работу[10]

## Образование
- Московская государственная юридическая академия (2008);
- Московский автомобильно-дорожный государственный технический университет (2012);
- Российская академия народного хозяйства и государственной службы (2011);
- Дагестанский государственный технический университет (направление нефтяное дело) (2014);
- Обучение в ГКОУ РД «УМЦ по ГО и ЧС» по программе "Обучение должностных лиц и специалистов ГО и РСЧС по категории Главы муниципальных образований
- Обучение в Дагестанском государственном университете по дополнительной профессиональной программе: «Управление государственными, муниципальными и корпоративными закупками» (2020).

## Личная жизнь
По национальности — кумык. Женат, имеет троих детей.